# Jim Thorpe

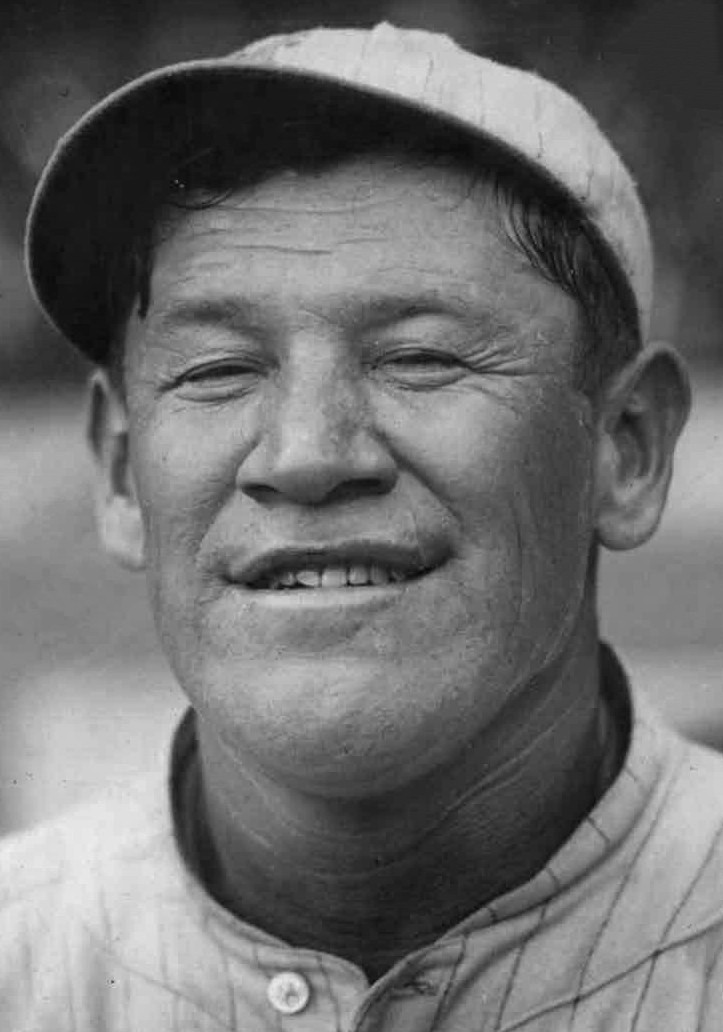
Jim Thorpe ca 1914.

James Francis "Jim" Thorpe (indiannamn: Wa-Tho-Huck, "Lysande stig"), född 22 eller 28 maj 1887 i nuvarande Pottawatomie County i Oklahoma, död 28 mars 1953 i Lomita i Los Angeles County, Kalifornien, var en amerikansk idrottare. Han blev olympisk mästare i femkamp och tiokamp vid olympiska sommarspelen 1912 i Stockholm. Parallellt hade han en lång och framgångsrik karriär inom både baseboll och amerikansk fotboll. De båda gulden vid OS 1912 fråntogs honom dock efter brott mot amatörbestämmelserna; medaljerna återbördades först 1983, 30 år efter hans död.
Vid flera tillfällen har Thorpe valts till (en av) 1900-talets främsta amerikanska idrottare.

## Uppväxt
Thorpe föddes 1887 eller 1888, troligen i närheten av Prague i nuvarande Pottawatomie County i Oklahoma. Hans förnamn James Francis noteras som "Jacobus Franciscus" i dopattesten. Thorpe var av blandad indiansk-europeisk härkomst och fadern Hiram G. Thorpe var pälsjägare och tillhörde sauk/fox-folket. Modern Charlotte Vieux hade uppfostrats som potawatomi; hennes far var fransman, medan hennes mor hade blandad potawatomi–kickapoo-härstamning. Thorpe var ett av elva syskon, och hans egen tvillingbror avled vid åtta års ålder.
Thorpe skickades på skola i Haskell Indian School i Lawrence i närbelägna Kansas. Därefter kom han att fortsätta studierna under fem års tid (1904–1909) i Carlisle School i Carlisle i Pennsylvania. Det var där han hösten 1907 började spela som avbytare i skolans lag i amerikansk fotboll. Året därpå blev han också del av skolans lag i friidrott, där han snart utmärkte sig i hopp och häcklöpning.

## Karriär
Thorpe tävlade i ett antal sporter under sin aktiva karriär. Inom amerikansk fotboll tävlade han som del av Carlisle Indian Industrial School, där han 1911 noterades för 25 touchdowns och hans lag för matchstatistiken 11–1. Thorpe var reslig och kraftigt byggd, och 1912 noterades han för vikten 86 kilogram och längden 183 centimeter.

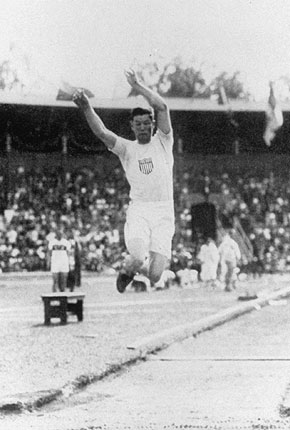
Jim Thorpe hoppar längdhopp under olympiska sommarspelen 1912 i Stockholm.

Thorpe vann vid olympiska sommarspelen 1912 i Stockholm överlägset tävlingarna i både femkamp och tiokamp. I femkampen, som tävlades i den 7 juli, vann han längdhopp, 200 meter, diskus och 1 500 meter. Därefter var han mer eller mindre klar för guldet, och han avslutade med en tredjeplats i spjut.
En vecka senare avgjordes tidernas första olympiska tiokamp, vilken då tävlades i under tre dagars tid. Han vann fyra av grenarna – kula, höjdhopp, 110 meter häck och 1 500 meter – och satte sammanlagt världsrekord med 8 412 poäng. 1 500-metersloppet avverkades på rekordtiden 4 minuter och 40 sekunder.
I såväl femkamp som tiokamp fanns speciella vandringspriser – i femkamp skänkt av den ryska tsaren Nikolaj II och i tiokamp av Sveriges kung Gustaf V. Vid prisutdelningen som utfördes av den svenska kungen lär denne ha sagt till segraren "You, sir, are the greatest athlete in the world", och Thorpe lär ha svarat "Thanks, King." Vid hemkomsten till USA fick han en hjältes mottagande i New York.
Thorpe diskvalificerades dock nästföljande år efter brott mot den tidens hårda amatörbestämmelser inom friidrotten. Det hade framkommit att han sommaren 1911 spelat professionell baseboll mot en ersättning av 15 dollar per vecka (totalt 60 dollar) och han förlorade både guldmedaljer och sin licens som idrottare hos Amateur Athletic Union. Till skillnad från många andra som tjänade pengar under bordet vid diverse friidrottsgalor ställde han upp under eget namn, och han erkände dessutom det skedda. De 60 intjänade dollarna från 1911 kan jämföras med värdet  – 50 000 dollar – av de troféer han mottog under sin svenska visit.
Därefter koncentrerade Thorpe sig på sitt idrottande inom baseboll och amerikansk fotboll, där han kom att nå stora framgångar. Efter tiden hos Carlisle blev han professionell stjärna hos Canton Bulldogs och bidrog där till att ge uppmärksamhet åt den nyss startade National Football League (NFL). Sammanlagt spelade Thorpe professionell amerikansk fotboll i cirka 15 års tid. I baseboll representerade han under sex säsonger New York Giants och spelade även för Cincinnati Reds och Boston Braves.

## Efter karriären och privatliv
Efter avslutad idrottskarriär arbetade Thorpe som statist inom Hollywood. Han ådrog sig dock alkoholproblem.
Thorpe var gift tre gånger. 1913 gifte han sig med Iva Miller, som han mött i Carlisle. De köpte 1917 ett hus i Oklahoma och bodde där fram till 1923. Paret fick en son och tre döttrar. 1925 begärde Miller dock skilsmässa.
1926 gifte sig Thorpe med Freeda V. Kirkpatrick, som arbetade för den basebollklubb där Thorpe då spelade. De fick fyra söner tillsammans. 1941 skilde sig Kirkpatrick från Thorpe och fyra år senare gifte sig Thorpe med Patricia Askew; det äktenskapet varade till Thorpes död.
Thorpe avled 1953 i Lomita i Kalifornien, endast 64 eller 65 år gammal. Vid sin död (i en hjärtinfarkt) var han utfattig och bodde i husvagn.

## Eftermäle och betydelse
Thorpes framgångar i flera sporter uppmärksammades långt efter hans aktiva karriär. 1950 valdes Thorpe till USA:s främsta idrottsman under de gångna 50 åren. Han blev så småningom invald i hall of fame inom både college- och professionell amerikansk fotboll, liksom i USA:s olympiska och friidrottsliga motsvarigheter. År 2000 utsågs han efter en ABC Sports-omröstning till 1900-talets främsta friidrottare.
Thorpe återupprättades också postumt för 1912 års diskvalifikation, och 1983, 30 år efter hans död, överlämnades de olympiska medaljerna till hans barn. IOK har dock inte återinsatt honom som ensam segrare i OS 1912 (han noteras som delad segrare), och hans olympiska rekord är än i dag inofficiella.
Vid 1983 års olympiska återupprättande hade redan Mauch Chunk och East Mauch Chunk, två småstäder i hans hemtrakter i västra Pennsylvania, slagit sig samman under det nya namnet Jim Thorpe. Där är också hans grav placerad enligt änkans vilja; 2014 avslogs en stämning som Thorpes son Jack väckt om att få flytta faderns kvarlevor till hans födelsebygd i Oklahoma.